# مجله پرستاری اعتیادها
مجله پرستاری اعتیادها نام مجلهٔ نقد همترازی پرستاری است که به مقاله‌ها، پژوهش‌ها، تمرین‌ها و نوآوری‌ها در زمینه اعتیاد، خصوصا پرستاری اعتیادها می‌پردازد.
مجله پرستاری اعتیادها مجله رسمی انجمن بین‌المللی پرستاری اعتیادها است و از سال ۱۹۸۹ به صورت سه‌ماهنامه به زبان انگلیسی منتشر می‌شود.